# Alexander (coquetel)
O alexânder ou leite de onça é um coquetel de consumo pós-janta, preparado com Cognac, licor de cacau, e creme. O coquetel é preparado com a técnica shake and strain (agitar e coar) e é doce, devido ao uso do licor e do creme, característica que, juntamente com o baixo teor alcoólico (geramente inferior a 20%), deixa a bebida apropriada para o consumo após uma refeição. O coquetel é classificado pela International Bartenders Association (IBA) como um "Inesquecível". Graças a sua fama, o coquetel deu origem à família homônima dos coquetéis alexânder.

## História
O alexânder é uma bebida antiga que já aparece em receitas do início do século XX, entretanto as hipóteses sobre a origem exata da bebida são controversas.
As primeiras receitas que certificam a preparação de um coquetel denominado alexânder aparecem em Jack's Manual escrito por J. A. Grohusko em 1910, e no Straub's manual of mixed drinks de 1913, mas a receita, totalmente diferente, previa o uso de uísque de centeio e Bénédictine. A receita mais moderna para o coquetel alexânder aparece no livro New bartender's guide escrito por Charles S. Mahoney e Harry Montague em 1914. Uma lenda menos acreditada afirma que o coquetel foi criado por Troy Alexander, barman do ristaurante Rector's  de Nova York no início do século XX, para comemorar o sucesso da campanha publicitária de Delaware, Lackawanna and Western Railroad: com base no vestido branco da protagonista Phoebe Snow, criou um coquetel a base de creme de leite.
Paralelamente, na Inglaterra, foi criado um coquetel semelhante, mas nomeado de forma diferente: criado em Londres em 1922 por Henry Mc Elhone no "Ciro's Club", o coquetel foi dedicado ao casamento entre princesa Mary e o conde Henry Lascelles.

## Receita

### Receita oficial
Segundo a IBA, o coquetel é convencionalmente servido após a refeição principal e é composto de
- 30 ml de conhaque,
- 30 ml de creme de cacau,
- 30 ml de creme fresco.

Para preparar o coquetel, deve-se misturar os ingredientes em uma coqueteleira, coar, servir num copo de coquetel e polvilhar noz-moscada moída.

### Variações

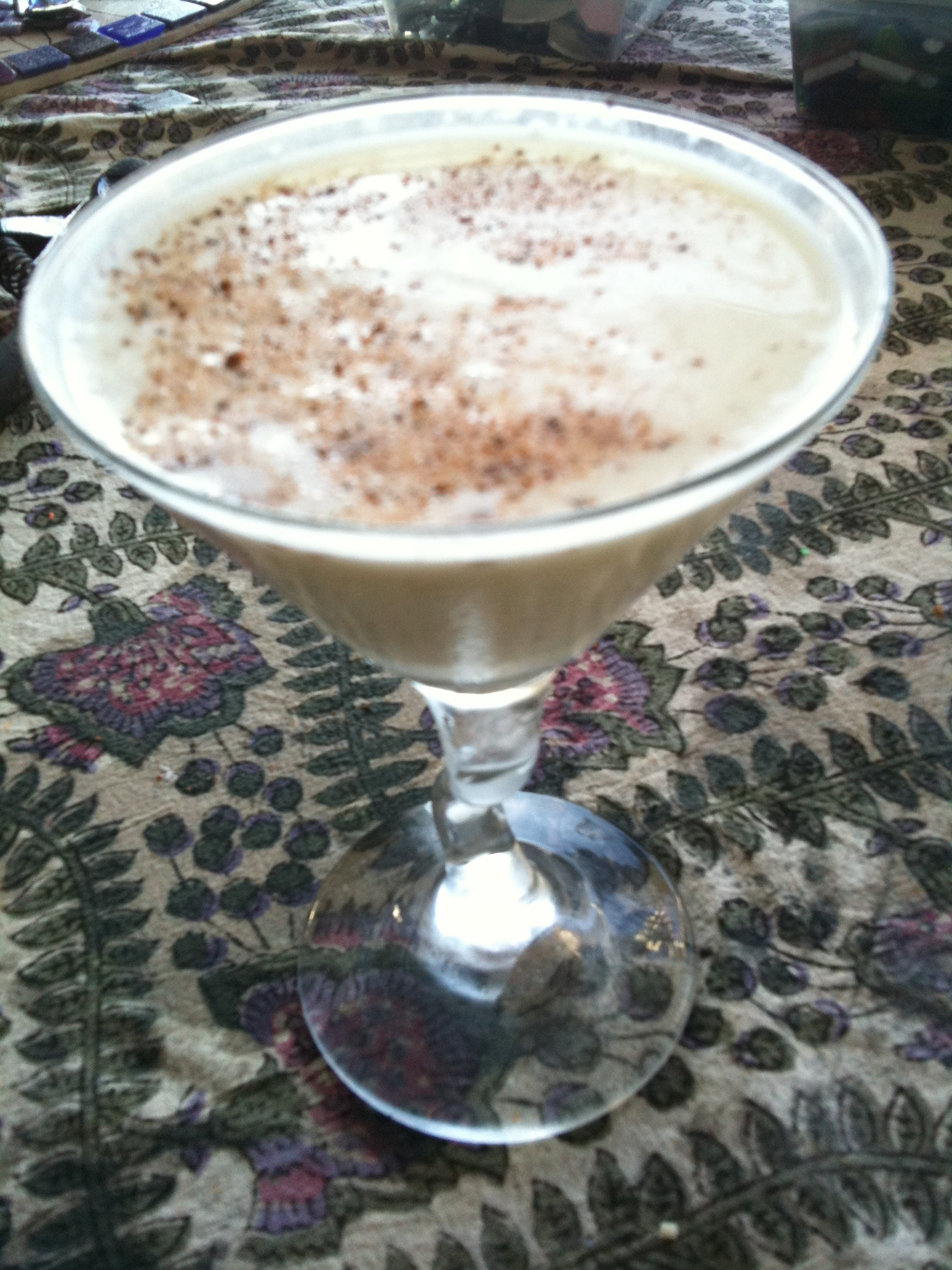
O coquetel alexânder preparado com gim, embora seja tradicional, não é a receita oficial da IBA.

A publicação de 1910 Jack's Manual on The Vintage & Production, Care & Handling of Wines, Liquors &c. de Jacob Abraham Grohusko apresenta uma receita para o coquetel composto de três partes de uísque de centeio, uma parte de Bénédictine e um cubo de gelo. Não está claro se há relação ou não com a versão baseada em creme.
Uma outra publicação de 1915, Recipes for Mixed Drinks, de Hugo Ensslin, apresenta a receita do coquetel alexânder com uma parte de gim, uma parte de creme de cacau e uma parte de creme doce, servida fria, mas sem o gelo.
Como a receita original do coquetel é bem antiga, surgiram diversas versões diferentes da família de coquetéis alexânder ao longo do tempo:
- Brandy Alexander: Esta é a versão  mais comum do alexânder e a oficial, segundo a IBA, feito com conhaque.[3][7]
- Coffee Alexander: Esta variação substitui o gim por licor de café (como o Kahlúa).[13]
- Hot Coffee Alexander: Feito com uma parte de conhaque, uma parte de creme de cacau, seis partes de café quente, com chantili e noz-moscada moída no topo.[14]
- Blue Alexander ou Alexander's Big Brother: Esta versão substitui o creme de cacau pelo licor Curaçao.[15]
- Grasshopper: Substitui o gim por creme de menta; essa versão é considerada um clássico contemporâneo pela IBA.[16]
- Alexandra: Substitui o crume de cacau escuro por creme de cacau claro e a noz-moscada por cacau em .[2]
- Alexander's Sister: Substitui o creme de cacau por creme de menthe.[7][17]
- Alexander's Cousin: Substitui o creme de cacau e o creme de leite por creme de uísque (pode ser composta de conhaque ou gim)[18]
- Alejandro (ou Panamá): Substitui o gim por rum.[19][20]
- Alexandre (ou erroneamente Velvet Hammer): Substitui o  gim por triple sec.[21]
- Alexander the Great: Substitui o gim por vodca.[7]

## Ligações Externas
- Livro de Receitas Wikibook